# الماس‌ها-بهترین‌های دیو
الماس‌ها-بهترین‌های دیو (به انگلیسی: Diamonds – The Best of Dio) عنوان آلبومی است که از جمع‌آوری بهترین آثار گروه هوی متال دیو تشکیل شده‌است. این آلبوم در ۳۰ مارس ۱۹۹۰ با همکاری شرکت نشر ورتیگو در دو نسخه ال‌پی و سی‌دی در سرتاسر جهان منتشر گشت اگرچه که این آلبوم هیچ گاه به‌طور رسمی در ایالات متحده آمریکا منتشر نگشت.

## فهرست آهنگ‌ها
فهرست آهنگ‌ها برای نسخه سی‌دی تغییر داده شده از فهرست اصلی نسخه ال‌پی است که قطعه «چشمان پلید» به صورت قطعه شماره ۶ در آن گنجانده شده‌است.

### نسخه ال‌پی
روی A
1. «غواص مقدس» (رانی جیمز دیو) - ۵:۵۴
2. «رنگین کمان تاریک» (دیو، بین، کمپل، اپایس) - ۴:۱۶
3. «با غریبه‌ها صحبت مکن» (دیو) - ۴:۵۳
4. «ما به لرزه در می‌آوریم» (دیو) - ۴:۳۵
5. «آخر صف» (دیو، بین، کمپل) - ۵:۴۷
6. «کودکان راک ان رول» (دیو) - ۴:۳۲

روی B
1. «قلب قدسی» (دیو، بین، کمپل، اپایس) - ۶:۲۸
2. «مشتاق بهشت» (دیو، بین) - ۴:۱۱
3. «پنهان شده در رنگین کمان» (دیو، بین) - ۴:۰۶
4. «رویاهای پلید ببین» (دیو، کریگ گلدی) - ۴:۲۹
5. «آدم وحشی» (دیو، روآن رابرتسن) - ۴:۰۳
6. «گرگ‌ها را محبوس کن» (دیو، رابرتسن، بین) - ۸:۳۴

### نسخه سی‌دی
1. «غواص مقدس» (رانی جیمز دیو) - ۵:۵۴
2. «رنگین کمان تاریک» (دیو، بین، کمپل، اپایس) - ۴:۱۶
3. «با غریبه‌ها صحبت مکن» (دیو) - ۴:۵۳
4. «ما به لرزه در می‌آوریم» (دیو) - ۴:۳۵
5. «چشمان پلید» (دیو) - ۳:۳۸
6. «کودکان راک ان رول» (دیو) - ۴:۳۲
7. «قلب قدسی» (دیو، بین، کمپل، اپایس) - ۶:۲۸
8. «مشتاق بهشت» (دیو، بین) - ۴:۱۱
9. «پنهان شده در رنگین کمان» (دیو، بین) - ۴:۰۶
10. «رویاهای پلید ببین» (دیو، کریگ گلدی) - ۴:۲۹
11. «آدم وحشی» (دیو، روآن رابرتسن) - ۴:۰۳
12. «گرگ‌ها را محبوس کن» (دیو، رابرتسن، بین) - ۸:۳۴

قطعه «چشمان پلید» نسخه دوباره ضبط شده ایست که در آلبوم آخر صف موجود است.

## سازندگان
- رانی جیمز دیو - خواننده، کیبورد، تهیه کننده
- ویواین کمپل - گیتار
- کریگ گلدی - گیتار
- روآن رابرتسن - گیتار
- جیمی بین - گیتار باس
- تدی کوک - گیتار باس
- وینی پایس - درامز
- سیمون رایت - درامز
- کلاود اشنل - کیبورد
- جینز جانسون - کیبورد

## منبع
- مشارکت‌کنندگان ویکی‌پدیا. «Diamonds – The Best of Dio». در دانشنامهٔ ویکی‌پدیای انگلیسی، بازبینی‌شده در ۱۳ دسامبر ۲۰۰۹.